# Streaming Songs
Streaming Songs (укр. Потокові пісні) — тижневий американський хіт-парад популярності пісень на стрімінгових платформах, що публікується в часописі «Білборд» починаючи з 2013 року.

## Історія
Про створення хіт-параду Streaming Songs було оголошено 17 січня 2013 року. Він відбивав пісні, які найчастіше транслювалися на інтернет-радіо, а також транслювались на стрімінгових сервісах на замовлення користувачів. Новий хіт-парад був схожим на On-Demand Songs, який запустили рік тому, але брав до уваги також кількість прослуховування на «неінтерактивних» стрімах. Ще однією різницею було те, що Streaming Songs враховував дані перегляду на YouTube; до цього ці дані ігнорувались, через що беззаперечні інтернет-хіти (наприклад, «Gangnam Style») не отримали належної уваги в чартах.
Першим лідером чарту Streaming Songs став американський хіп-хоп-дует Macklemore & Ryan Lewis з піснею «Thrift Shop», із показником 1,5 млн стрімів за тиждень в США. Також до п'ятірки кращих увійшли пісні «Locked Out of Heaven» Бруно Марса, «Diamonds» Ріанни, «Ho Hey» The Lumineers та «It's Time» Imagine Dragons.
Після запуску Streaming Songs було змінено методологію підрахунку популярності пісень в основному чарті Billboard Hot 100, який тепер складався з трьох вирішальних компонентів: ротації на радіо (Radio Songs), продажі цифрових треків (Digital Song Sales) та стрімінг (Streaming Songs). Внесок даних стрімінгу залишався меншим, аніж у радіоефірів та продажів, проте час від часу інтернет-хіти потрапляли на вершину Hot 100, зокрема, вірусний «Harlem Shake».
За два місяці після виходу загального чарту Streaming Songs, в Billboard почали виходити хіт-паради потокових пісень в різних жанрах та радіоформатах. У номері «Білборд» за 20 квітня 2013 вперше вийшли відповідні чарти для кантрі, R&B та хіп-хопу, рок-музики, латиноамериканської та електронної танцювальної музики. Також стрімінгові дані почали впливати на чарти «гарячих пісень» у вказаних жанрах. 

## Список чартів
Легенда: 💰 — чарти на основі даних продажів альбомів та синглів. 📻 — чарти на основі даних ротації пісень на радіо. 🌐 — чарти на основі статистики стрімінгу пісень та відеокліпів. 🔥 — комбіновані чарти пісень, що враховують дані продажів, радіоротації та стрімінгу. 📈 — чарти альбомів на основі мультиметричного споживання.
| Хіт-парад                        | Опис                                                                                   | Поз.                | Тип                 | Джерела             | Засновано           | #                   |
| Загальні хіт-паради              | Загальні хіт-паради                                                                    | Загальні хіт-паради | Загальні хіт-паради | Загальні хіт-паради | Загальні хіт-паради | Загальні хіт-паради |
| -------------------------------- | -------------------------------------------------------------------------------------- | ------------------- | ------------------- | ------------------- | ------------------- | ------------------- |
| Streaming Songs                  | найпопулярніші пісні на цифрових стрімінгових сервісах                                 | 50                  | пісні               | 🌐                  | 26 січня 2013       | [ b 1 ]             |
| Хіт-паради по жанрах             |                                                                                        |                     |                     |                     |                     |                     |
| Кантрі                           |                                                                                        |                     |                     |                     |                     |                     |
| Country Streaming Songs          | найпопулярніші кантрі-пісні на цифрових стрімінгових сервісах                          | 25                  | пісні               | 🌐                  | 20 квітня 2013      | [ b 2 ]             |
| Рок-музика                       |                                                                                        |                     |                     |                     |                     |                     |
| Rock Streaming Songs             | найпопулярніші рок-пісні на цифрових стрімінгових сервісах                             | 25                  | пісні               | 🌐                  | 20 квітня 2013      | [ b 3 ]             |
| Alternative Streaming Songs      | найпопулярніші альт-рок-пісні на цифрових стрімінгових сервісах                        | 25                  | пісні               | 🌐                  | 13 червня 2020      | [ b 4 ]             |
| Hard Rock Streaming Songs        | найпопулярніші хард-рок-пісні на цифрових стрімінгових сервісах                        | 25                  | пісні               | 🌐                  | 13 червня 2020      | [ b 5 ]             |
| R&B та хіп-хоп                   |                                                                                        |                     |                     |                     |                     |                     |
| R&B/Hip-Hop Streaming Songs      | найпопулярніші R&B- та хіп-хоп-пісні на цифрових стрімінгових сервісах                 | 25                  | пісні               | 🌐                  | 20 квітня 2013      | [ b 6 ]             |
| R&B Streaming Songs              | найпопулярніші R&B-пісні на цифрових стрімінгових сервісах                             | 15                  | пісні               | 🌐                  | 20 квітня 2013      | [ b 7 ]             |
| Rap Streaming Songs              | найпопулярніші реп-пісні на цифрових стрімінгових сервісах                             | 15                  | пісні               | 🌐                  | 20 квітня 2013      | [ b 8 ]             |
| Латиноамериканська музика        |                                                                                        |                     |                     |                     |                     |                     |
| Latin Streaming Songs            | найпопулярніші латиноамериканські пісні на цифрових стрімінгових сервісах              | 25                  | пісні               | 🌐                  | 20 квітня 2013      | [ b 9 ]             |
| Електронна танцювальна музика    |                                                                                        |                     |                     |                     |                     |                     |
| Dance/Electronic Streaming Songs | найпопулярніші пісні електронної танцювальної музики на цифрових стрімінгових сервісах | 25                  | пісні               | 🌐                  | 20 квітня 2013      | [ b 10 ]            |
| Християнська музика              |                                                                                        |                     |                     |                     |                     |                     |
| Christian Streaming Songs        | найпопулярніші християнські пісні на цифрових стрімінгових сервісах                    | 25                  | пісні               | 🌐                  | 7 грудня 2013       | [ b 11 ]            |
| Gospel Streaming Songs           | найпопулярніші госпел-пісні на цифрових стрімінгових сервісах                          | 15                  | пісні               | 🌐                  | 7 грудня 2013       | [ b 12 ]            |
| Інші хіт-паради                  |                                                                                        |                     |                     |                     |                     |                     |
| Сезонні хіт-паради               |                                                                                        |                     |                     |                     |                     |                     |
| Holiday Streaming Songs          | найпопулярніші святкові пісні на цифрових стрімінгових сервісах                        | 50                  | пісні               | 🌐                  | 14 грудня 2013      | [ b 13 ]            |